# Ouville
Ouville är en kommun i departementet Manche i regionen Normandie i norra Frankrike. Kommunen ligger i kantonen Cerisy-la-Salle som tillhör arrondissementet Coutances. År 2022 hade Ouville 447 invånare.

## Befolkningsutveckling
Antalet invånare i kommunen Ouville
| Referens: INSEE |